# トゥラーテ
トゥラーテ（伊: Turate）は、イタリア共和国ロンバルディア州コモ県にある、人口約9,400人の基礎自治体（コムーネ）。

## 地理

### 位置・広がり
コモ県南部のコムーネ。県都コモから南南西へ18kmの距離にある。

#### 隣接コムーネ
隣接するコムーネは以下の通り。括弧内のVAはヴァレーゼ県所属を示す。
- チリーミド
- チズラーゴ (VA)
- フェネグロ
- ジェレンツァーノ (VA)
- リーミド・コマスコ
- ロマッツォ
- ロヴェッロ・ポッロ

### 地震分類
イタリアの地震リスク階級 (it) では、4 に分類される
。

## 行政

### 分離集落
トゥラーテには、以下の分離集落（フラツィオーネ）がある。
- Fagnana, Mascazza, Piatti, Santa Maria in Campagna